# Чичурин, Юрий Александрович
Юрий Александрович Чичурин (22 января 1947, Воскресенск, Московская область, СССР — 28 августа 1997, Москва) — советский хоккеист, нападающий, мастер спорта СССР.

## Биография
Воспитанник детско-юношеской спортивной школы команды «Химик» Воскресенск), за которую он начал играть в 1959 году. За время выступлений за команду (1963—1966) забросил 8 шайб в 72 матчах чемпионата СССР, один раз в составе команды был бронзовым призёром чемпионата СССР.
В 1966—1976 годах выступал за команду «Динамо» (Москва), забросив 124 шайбы в 312 матчах чемпионата СССР. За это время в составе своей команды два раза становился серебряным призёром и четыре раза — бронзовым призёром чемпионата СССР. В 1971 году был включён в список лучших хоккеистов сезона. Его партнёрами по тройке нападения в разные годы были Александр Мальцев, Анатолий Белоножкин, Анатолий Мотовилов, Анатолий Севидов и Алексей Фроликов.
В составе сборной СССР Юрий Чичурин в 1965—1971 годах сыграл в девяти матчах и забросил три шайбы. В частности, он принимал участие в турнире на призы газеты «Известия» 1970 года, проведя четыре игры.
Кроме этого, в составе сборной команды СССР-II он принимал участие в Международном хоккейном турнире 1967 года в Москве (первом из последующей серии турниров на призы газеты «Известия»), проведя пять игр. В составе сборной СССР-II стал серебряным призёром этого турнира.
Скончался 28 августа 1997 года.

## Достижения
- Второе место на турнире на призы газеты «Известия» (в составе сборной СССР) — 1970[4].
- Серебряный призёр Московского международного хоккейного турнира (в составе сборной СССР-II) — 1967[7].
- Серебряный призёр чемпионата СССР — 1971, 1972[4].
- Бронзовый призёр чемпионата СССР — 1965, 1967, 1968, 1969, 1974, 1976[4].
- Обладатель Кубка СССР — 1972[3].
- Финалист Кубка СССР — 1966, 1969, 1970, 1974[3].
- Чемпион Зимней Универсиады — 1968[8].